# Araceli Bellota
Araceli Viviana Bellota (Buenos Aires, 1960) es una historiadora, escritora y periodista argentina, que se ha caracterizado por orientar su obra a rescatar el papel de las mujeres en la historia. Se define como "peronista y feminista". Es autora de libros como Los amores de Yrigoyen, Las mujeres de Perón y Eva y Cristina: la razón de sus vidas. Ha escrito guiones de programas televisivos como Siglo 20 Cambalache, del video Eva Perón cuenta su historia (1997) y del CD ROM Juan Domingo Perón, personas y protagonistas (1999). Como conductora radial estuvo a cargo del programa Una historia distinta (2003) en Radio Belgrano. Fue directora del Complejo Museográfico Provincial “Enrique Udaondo”, en Luján, provincia de Buenos Aires y en 2013 fue designada directora del Museo Histórico Nacional. Es miembro del Instituto de Altos Estudios “Juan Perón”, del Instituto de Historia y Sociología Sarmiento y del Instituto de Revisionismo Histórico “Manuel Dorrego”.
En 2014 la ministra de Cultura de la Nación Teresa Parodi la designó directora del Museo del Cabildo y la Revolución de Mayo. Bellota asumió esta nueva función ad honorem.

## Obras
- Las aventuras de Sarmiento, 1998
- Sarmiento, maestro del éxito, 2000
- Aurelia Vélez, la mujer que amó a Sarmiento (1ª edición). Sudamericana. 2001. ISBN 978-950-07-2094-6.
- Los amores de Yrigoyen (1ª edición). Sudamericana. 2004. ISBN 978-950-07-2535-4.
- La Argentina y el campo, una misma historia, 2007
- Las mujeres de Perón (1ª edición). Booket. 2007. ISBN 978-987-580-230-8.
- Antología del bicentenario 2 (1ª edición). UPCN- Unión Personal Civil de la Nación. 2011. ISBN 978-987-1506-09-5. En coautoría
- Eva y Cristina (1ª edición). Javier Vergara Editor. 2012. ISBN 978-950-15-2556-4.
- Julieta Lanteri (1ª edición). Ediciones B. 2012. ISBN 978-987-627-359-6.
- Margarita Weild y el General Paz (1ª edición). Ediciones B. 2013. ISBN 978-987-627-378-7.
- Bellotta, Araceli (2019). El peronismo será feminista o no será nada. Galerna. ISBN 9789505567508. Consultado el 1 de agosto de 2021.